# Echinopsis eyriesii
Echinopsis eyriesii je jihoamerický kulovitý kaktus s velkými nočními květy. Je to nejznámější a nejčastěji pěstovaný kulovitý kaktus. Do Evropy byl dovezen roku 1830 a již v 19. století se široce rozšířil do měšťanských salonů, na pavlače činžáků i za okna vesnických chalup. Svým vzhledem, kdy z tmavězeleného, nevzhledného, často zanedbaného stonku najednou vyraší překrásný květ představuje archetyp kaktusu.

## Výskyt
Echinopsis eyriesii patří mezi skupinu nížinných echinopsisů rostoucích v travnatých rovinách Paragauye, Uruguaye a Brazílie. Původní oblast zasahuje Uruguay a přilehlé oblasti Jižní Brazílie a Argentiny. Oblast je rovina s nepatrnými pahorky do 200 m n. m. Podnebí je tropické, kontinentální. V zimě v červenci a srpnu je zde zcela sucho. Ve vrcholném létě v prosinci a lednu je krajina zaplavována přívalovými dešti a nasáklá vodou. Roční srážky mohou dosáhnout až 1500 mm a průměrné roční teploty 25 až 30 °C. Pokles teploty k nule je vzácný i když je krajina otevřena jižním studeným větrům pamperos. Zde v travinách a řídkých křovinách rostou echinopsisy spolu se zástupci rodů Notocactus, Gymnocalycium, Frailea, Cleistocactus a dalšími cereusy. Krajina je intenzivně využívána a E. eyriesii je dnes znám jen z nalezišť v západní Uruguayi a vzácně v Argentině.

## Popis

### Stonek
zpočátku kulovité kaktusy, které později rostou válcovitě. Běžná velikost dosahuje až 12 cm v průměru a výška okolo 0,3 m. Prastaré exempláře mohou být vyšší, z přírody je udávána výška až 1,5 m. Tmavozelený stonek je členěn do obvykle 9 -13 ostrohranných přímých žeber. Velké exempláře jich mohou mít až 18. Areoly nesou opadavou šedobílou vlnu. Okrajové trny jsou tenké, 5 až 10 mm dlouhé, mohou i chybět. Středové trny mají tvar krátkých, u báze silných kuželů, jsou hnědočerné. Je jich 4 až 8. Na spodní části se tvoří odnože. Mladé rostliny a odnože mají zpočátku otrnění delší a slabší, kuželovité trny se objevují až později. Kořeny jsou tenké, svazčité.

### Květ
je až 25 cm dlouhý a 12 cm široký. Květní trubka má silnější bázi představující základ semeníku, pak se zužuje a je různě prohnutá. Je tmavozelená a je porostlá šupinami a tmavošedými až černými chlupy. Na konci se rozšiřuje v nálevkovitou korunu. Spodní vnější okvětní lístky jsou spíše čárkovité a nazelenalé, vnitřní korunní lístky jsou široké a bílé. Po obvodu vnitřku květu je množství tyčinek. Jícen květu není zbarven, prosvítá zelená barva trubky. Přítomnost růžových odstínů v květu ukazuje na hybridizaci. Květ intenzivně voní. Otvírá se po setmění večer. V slunečném počasí příští den vadne, při chladném, deštivém počasí vydrží dva, vzácně tři dny. Plod je až 5 cm dlouhý, zelený, porostlý chlupy a obsahuje velké množství černých semen.

### Diferenciální diagnostika
Dalšími, již dávno poměrně často pěstovanými kaktusy rozšířenými u nekaktusářů jsou Echinopsis oxygona a příbuzné druhy E. multiflora a E. multiplex a jejich hybridy. Mají stejný protáhlý stonek s ostrými žebry. Liší se delšími trny či přítomností růžové barvy v květu. Mnohdy květům chybí vůně.
V supermarketech je v současnosti nabízen Echinopsis subdenuta, který je podobný malému Echinopsis eyriesii. Liší se světle zelenou barvou pokožky, hrany žeber jsou zaoblené a areoly jsou beztrné, s množstvím bělavé vlny. I v pozdním věku zůstává ploše kulovitý.

## Hybridizace
Echinopsis eyriesii byl často již v 19. století zahradníky hybridizován s dalšími druhy echinopsisů. Později, od 30. let minulého století, byl po objevení příbuzných horských lobivií s nimi hybridizován pro získání velkých a barevných květů. Z těchto modernějších hybridů je populární skupina hybridů pod názvem Paramont. V Brně se šířily další moderní hybridy Franka Reinelta, kalifornského šlechtitele, který vystudoval brněnský Pomologický ústav a později zasílal do brněnské pěstírny kaktusů semena. Dále v Čechách vznikl např. hybrid Zázrak nad Vltavou, který se objevil i v detektivní inscenaci s Milošem Kopeckým.

## Pěstování
Echinopsis eyriesii má mezi kaktusy výjimečné postavení. Byl často pěstován a nabízen zahradnickými firmami. Snadno se pěstuje a množí odnožemi. Má fascinující velké vonné noční květy, a tak jsou milovníci rostlin ochotni se o něj starat po celý rok pro jeden nebo pár slavnostních večerů s kouzlem exotiky. Tak již v roce 1929 mohl Oskar Smrž (Kniha o kaktusech, 1929) 
napsat: „Bývá to obyčejně druh E. Eyriesii, (…) který bývá v domácnostech pěstován a vedle hojivé aloe, mořské cibule, fuchsie a pelargonie je populární květinou, za okny bytů na periferii měst nebo na venkově zhusta vídanou.“ nebo Jan Těšitel (Pěstování kaktusů a rostlin tučnolistých, 1930): „… zvláště E. eyriesii jsou velice známé a tam, kde snad pouze jediný kaktus za okny pěstovaný, určitě bývá tento.“ O více než půl století později Rudolf Slaba (Kaktusy, 1994) konstatuje: “Echinopsis eyriesii je v kultuře pravděpodobně nejrozšířenější kaktus.“ nebo Stanislav Peleška (Zelení ježci, 1989): „Téměř všichni kaktusáři nacházeli své první pichlavé přátele právě mezi echinopsisy… Darovaným odnožím se dobře daří a svádějí k následování.“ Na Slovensku Alexander Urbán píše (Čarovné tŕne, 1972): „E. eyriesii (Turp.) Zucc. Je to náš nejrozšířenější kaktus.“ V současné době je nabídka kaktusů pro veřejnost v květinářstvích a supermarketech druhově velmi pestrá. Právě vzhledem k roztříštěnosti v zastoupení ostatních druhů a díky svému rozšíření z minulosti mezi pěstiteli i nekaktusáři je Echinopsis eyriesii nejspíš i nadále nejrozšířenější druh kulovitého kaktusu v Česku.
Do Evropy jej dovezl pěstitel A. Eyries roku 1830. Jako typový druh nového rodu Echinopsis jej roku 1837 popsal Joseph Gerhard Zuccarini. Od té doby byl často pěstován a nabízen zahradnickými firmami. Byl široce pěstován a nabízen zahradníky již ve 2. polovině minulého století a byl také často hybridizován s příbuznými druhy. V poslední době byla opět dovezena druhově čistá semena z nalezišť.
Echinopsis eyriesii je kaktus mimořádně odolný k pěstitelským chybám a snadno se množící odnožemi. Díky tomu se stal široce pěstovaným. Jediné, co jej zahubí je mráz. Přesto je vhodné mu poskytnou přiměřené podmínky, za kterých bohatě kvete. Přes léto je možné umístění ve volné kultuře, na balkoně, v zahradě. Místo může být i částečně zastíněné. Zálivka má být bohatší (v rámci kaktusů) a doporučuje se přihnojování. Přezimování zcela suché, při 8 až 15 °C. Množí se obvykle odnožemi, ale je vhodné vybírat k množení málo odnožující jedince, kteří ochotněji kvetou.
Echinopsis eyriesii zejména hybridizovaný s nějakou lobivií, která mu dává mohutný kořenový systém, je používán jako podnož pro roubování choulostivých kaktusů. V Československu byla vyvinuta metoda roubování již malých semenáčků na echinopsis. Jako podnož v 30. letech sehrál významnou úlohu při hybridizaci astrofyt.

## Galerie

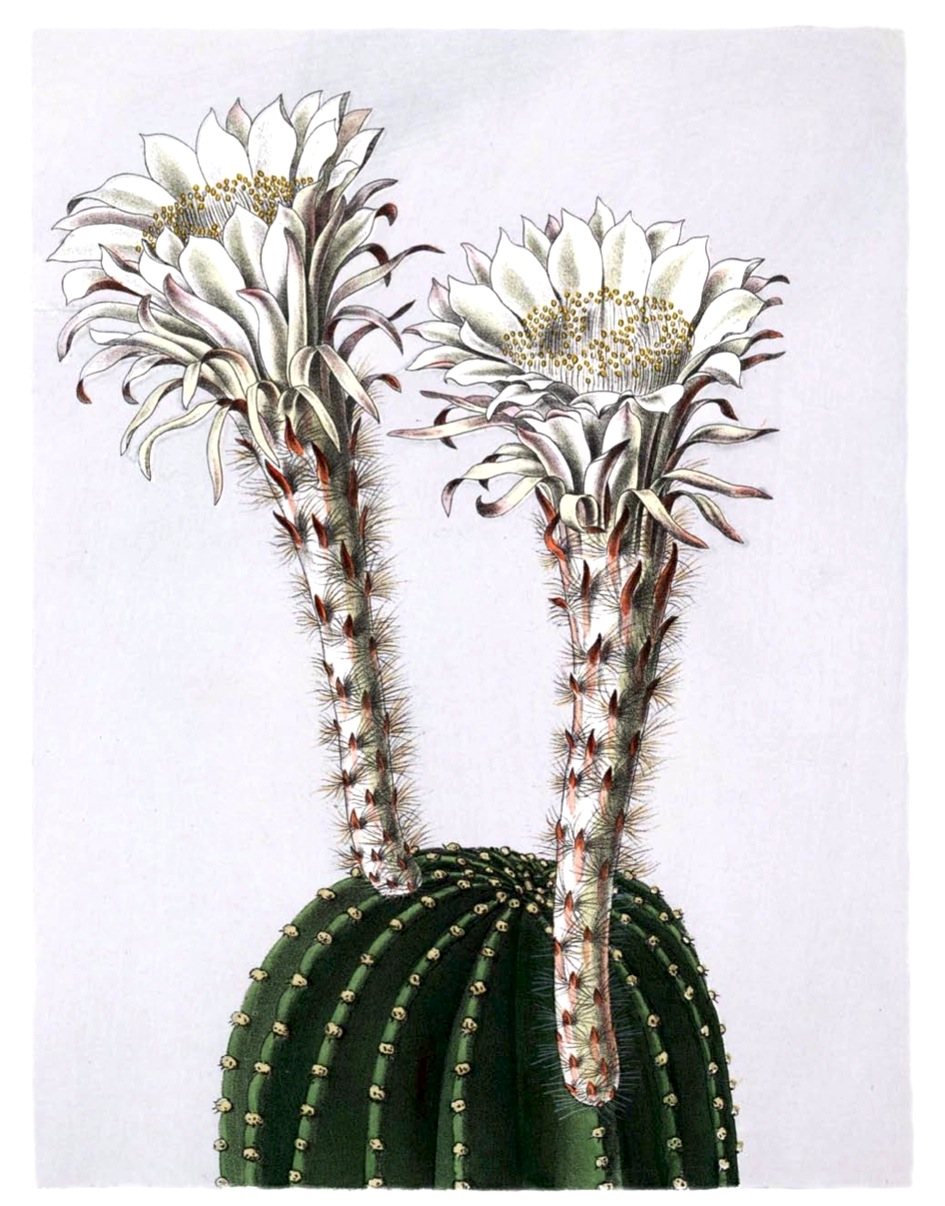
Echinopsis eyriesii Kresba z roku 1904.
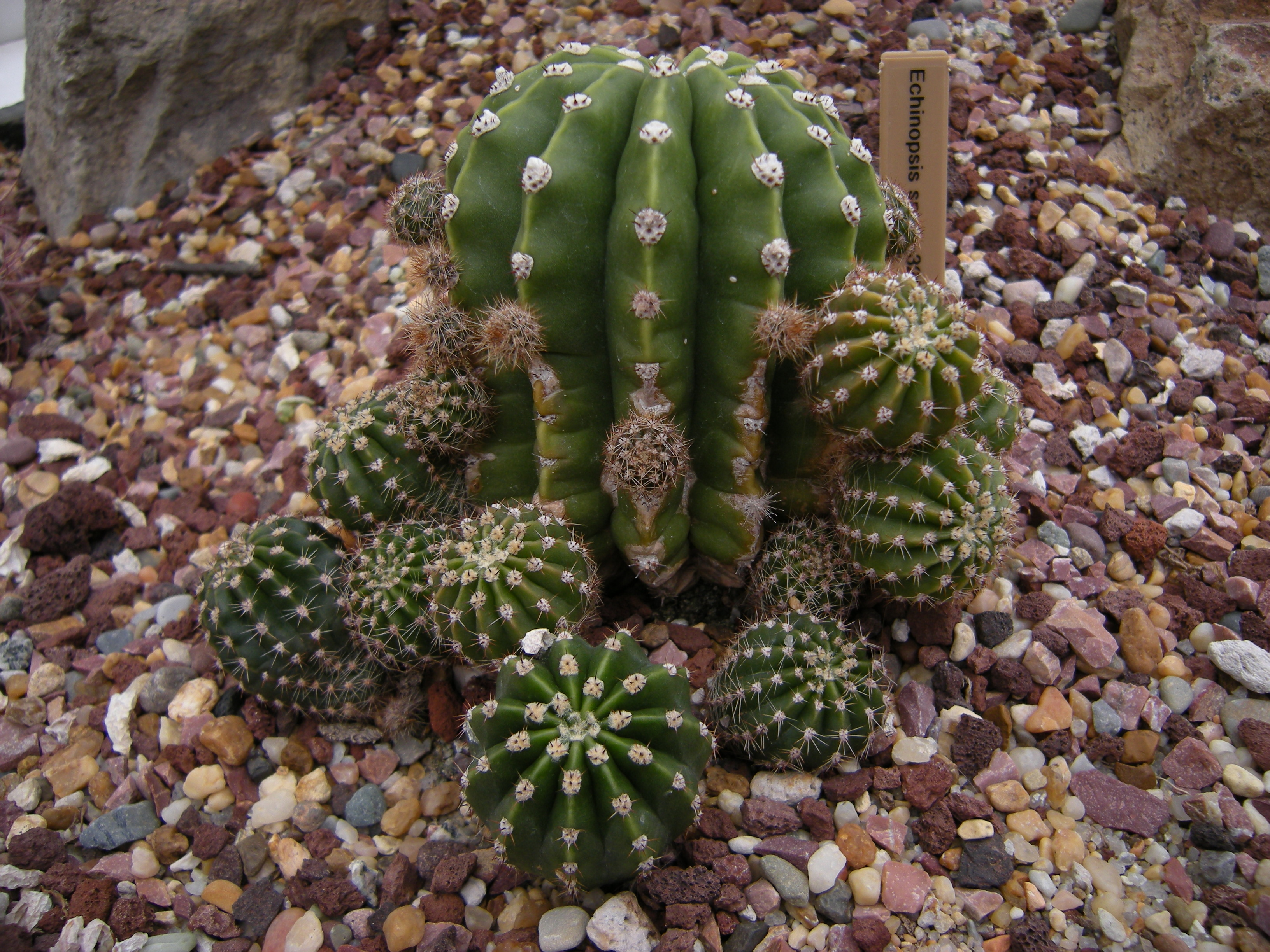
Echinopsis eyriesii Typický tvar stonku.
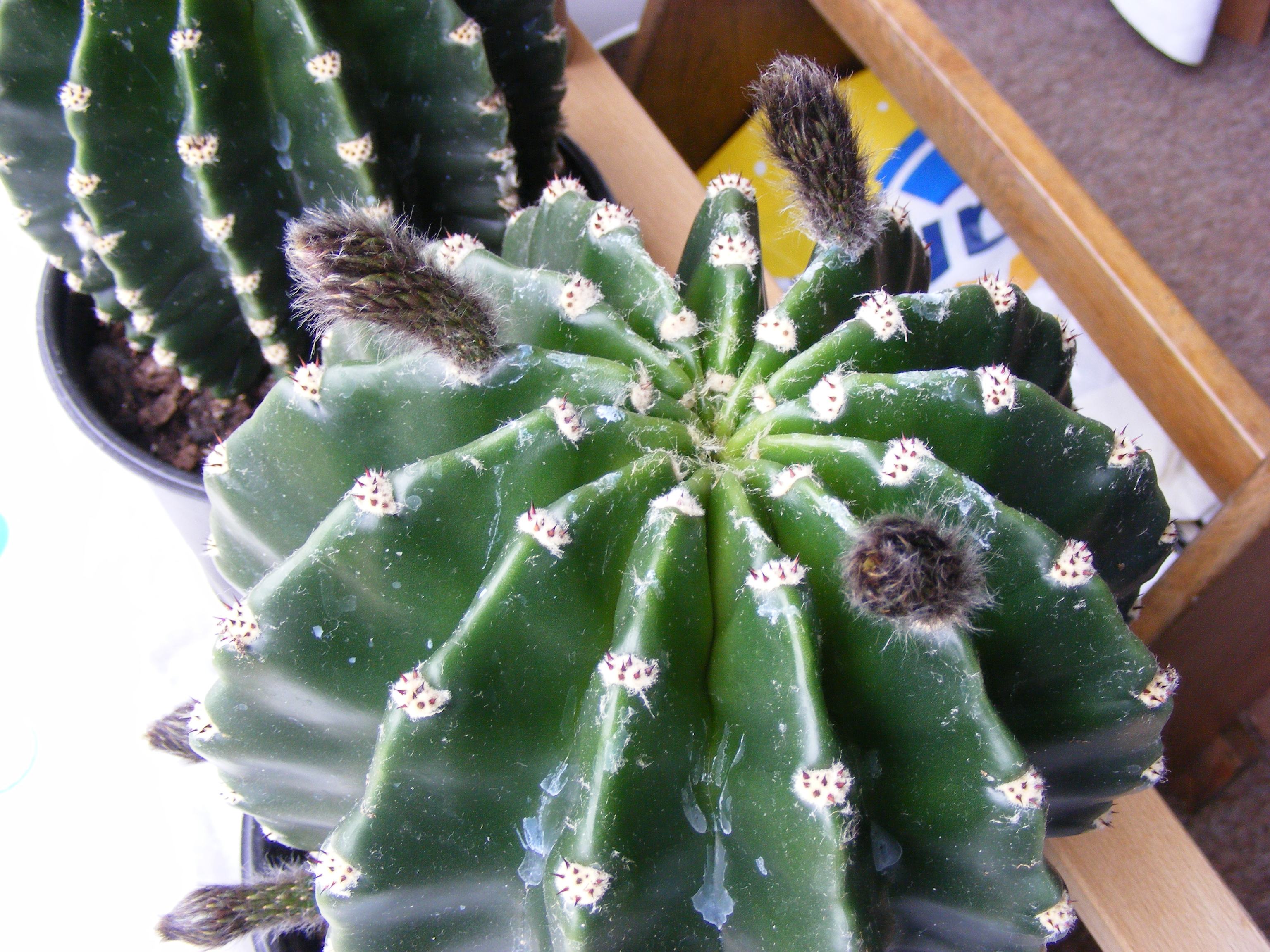
Echinopsis eyriesii Detail žeber a otrnění s poupaty.
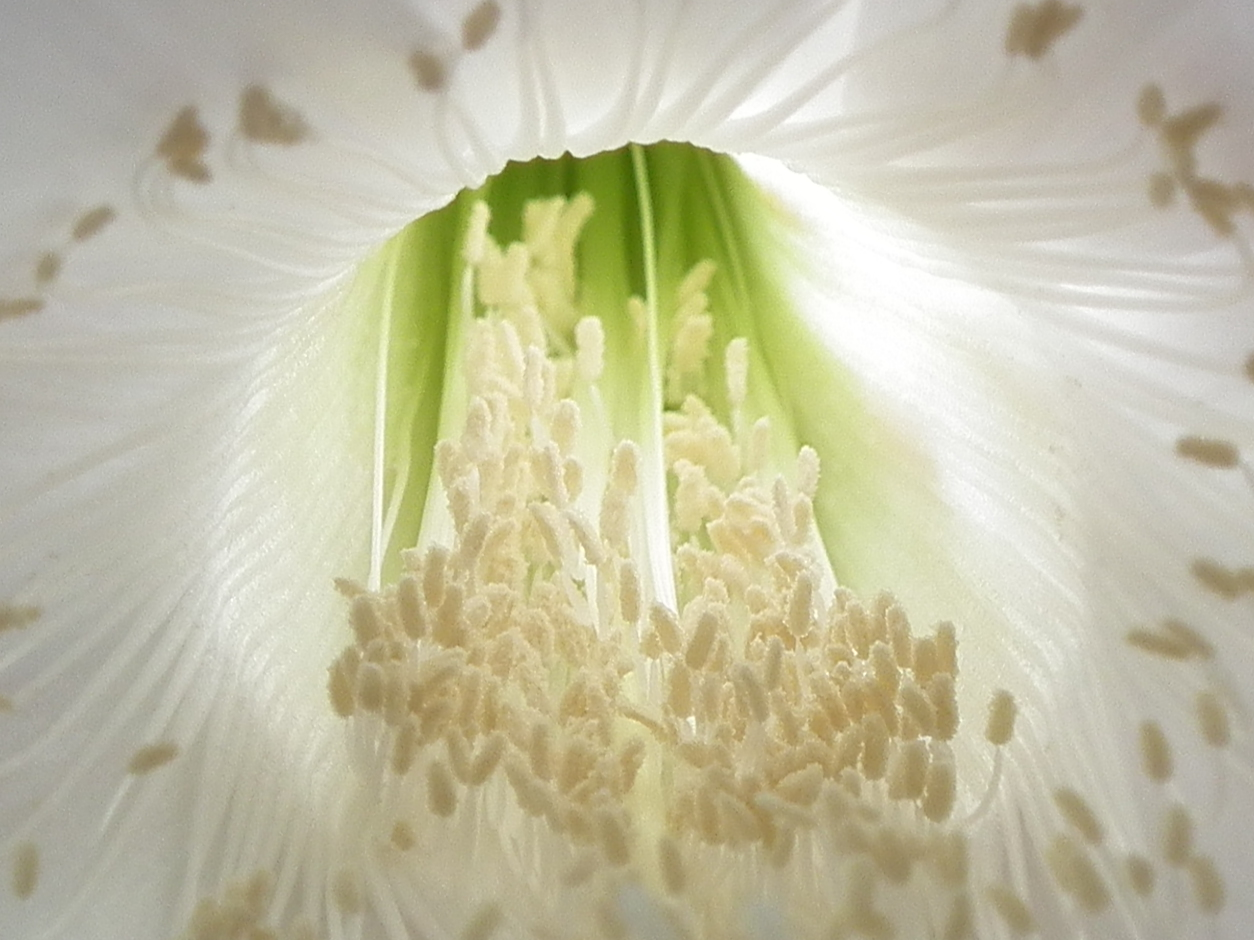
Echinopsis eyriesii Detail zeleného jícnu květu.
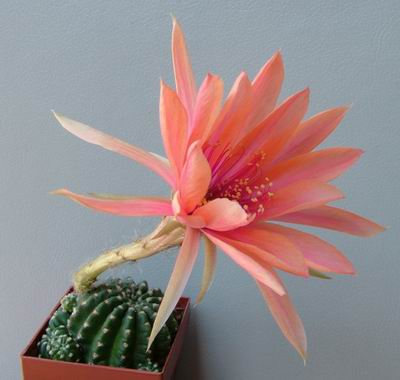
Hybridní Echinopsis eyriesii s obrovským květem.
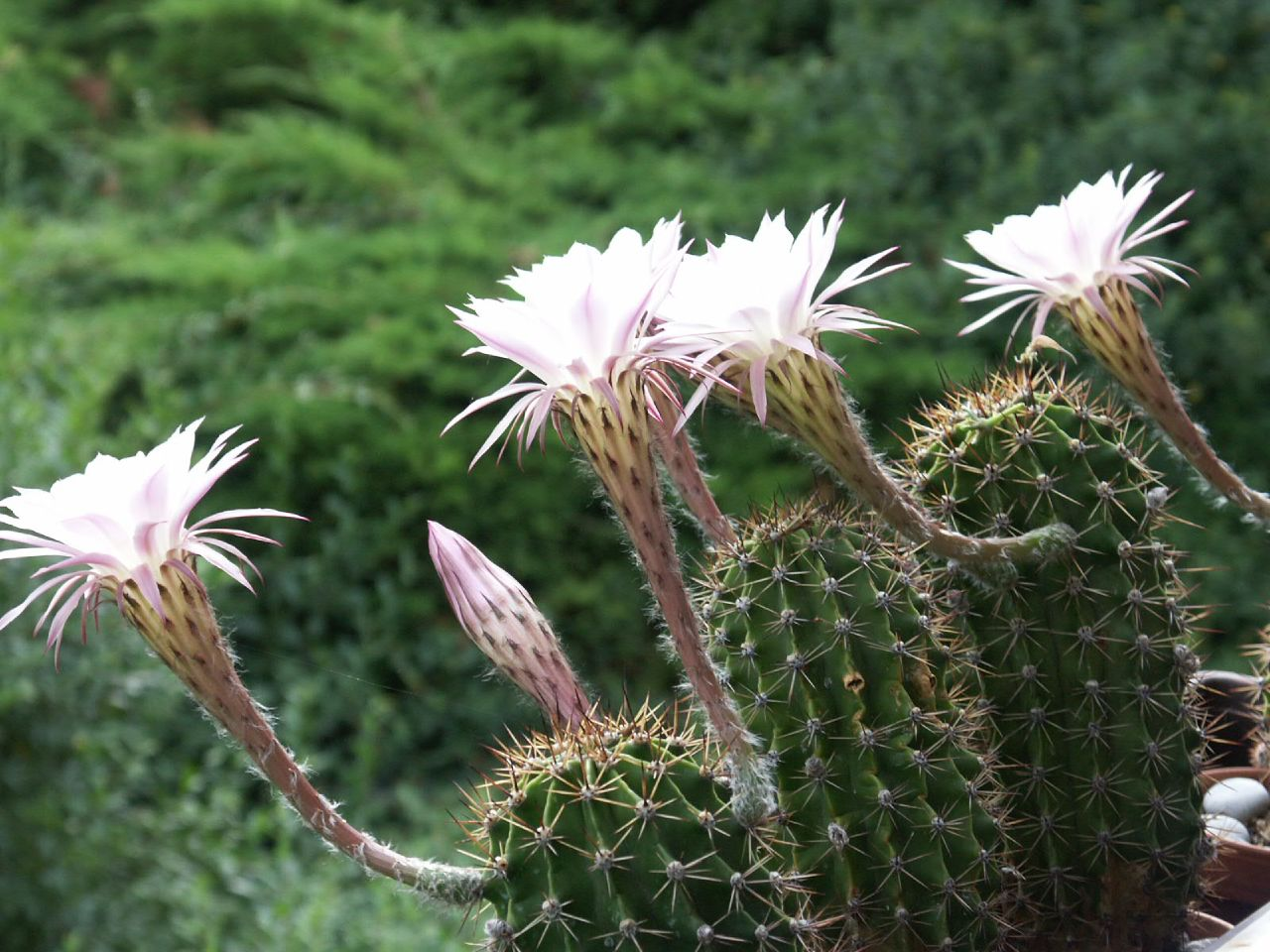
Echinopsis oxygona Typické rostliny.
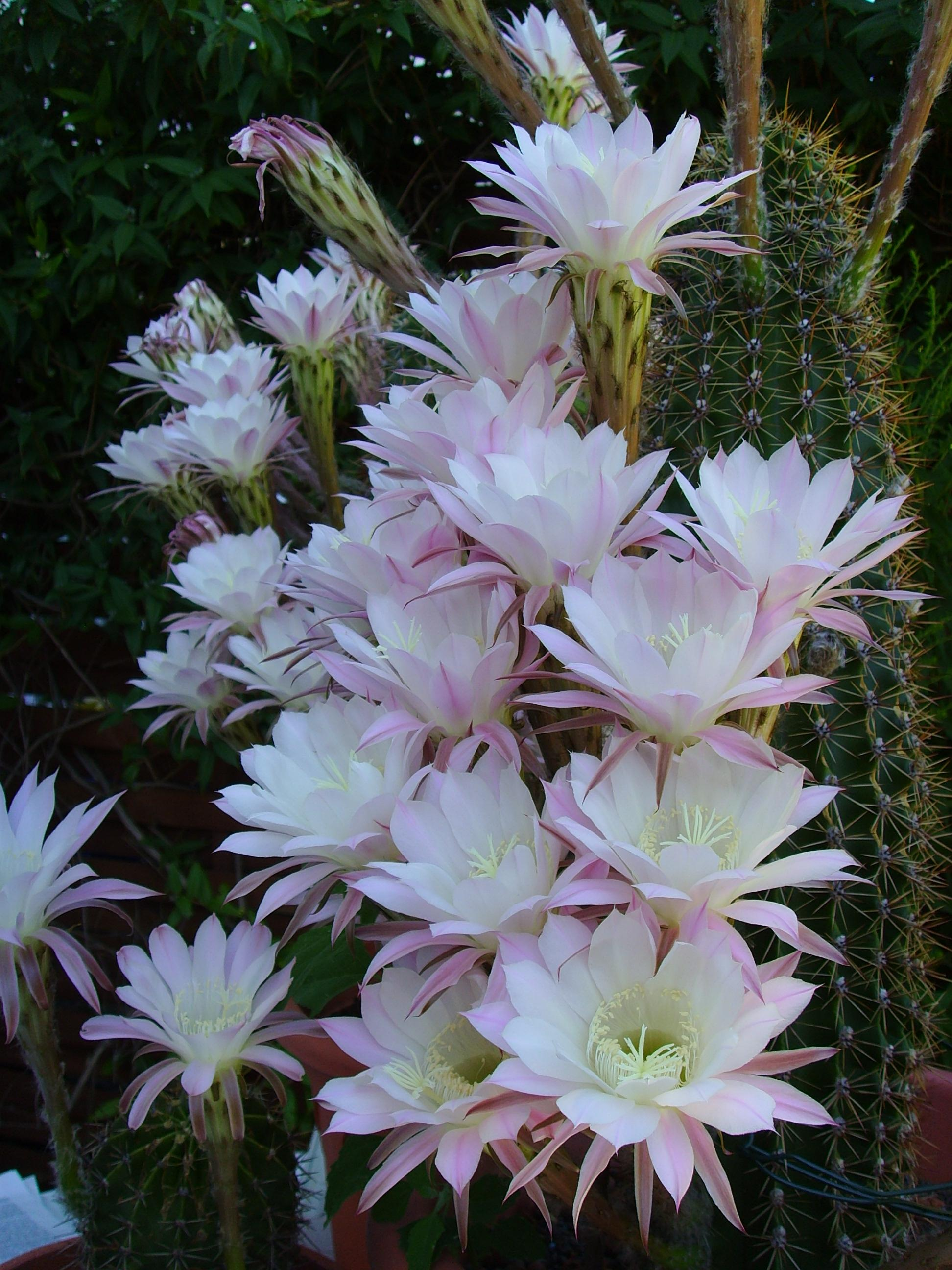
Echinopsis oxygona Vysoký prastarý exemplář.
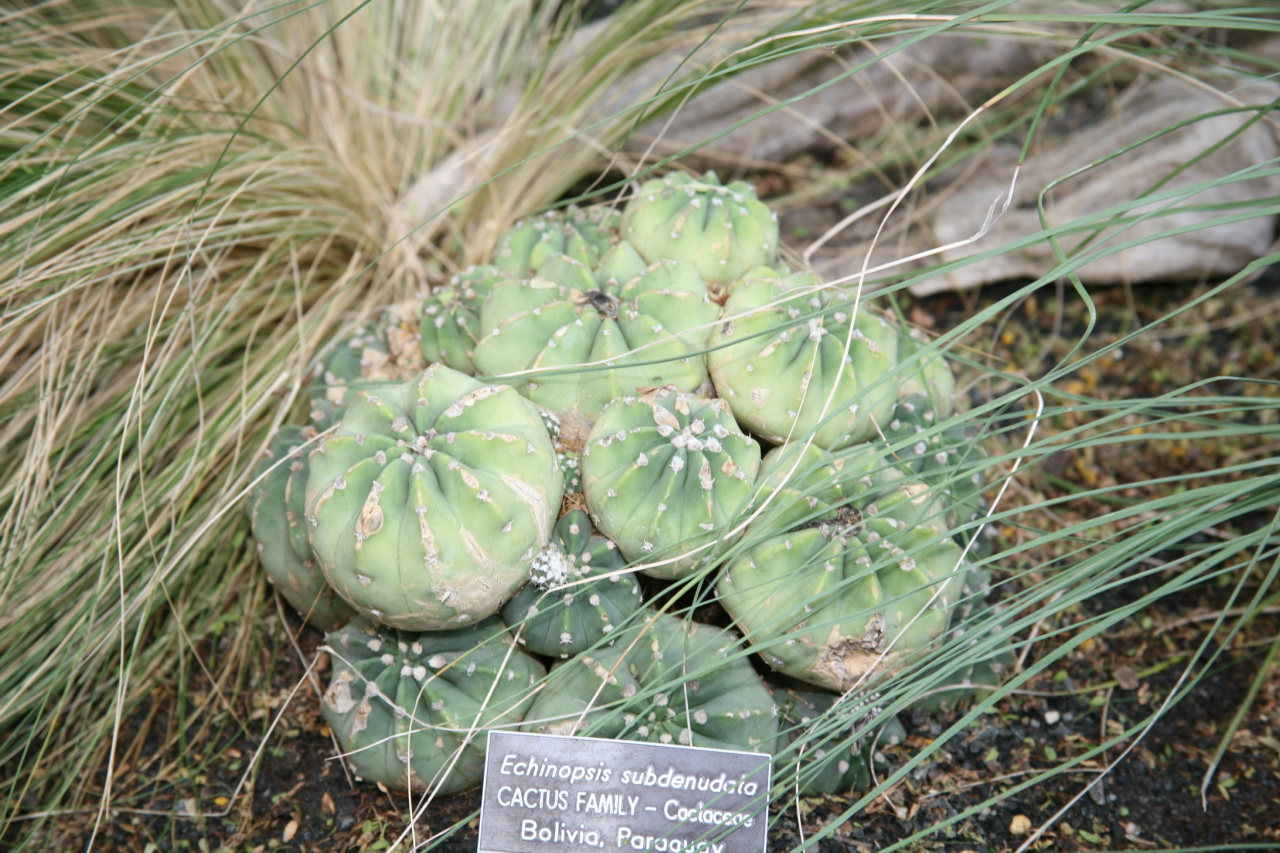
Echinopsis subdenudata Větší trs ve volné kultuře.